# Ancient Dreams in a Modern Land Tour
Ancient Dreams in a Modern Land Tour è il quinto tour di Marina Diamandis, a supporto del suo quinto album in studio Ancient Dreams in a Modern Land.

## Storia
Il tour ha avuto inizio il 2 febbraio 2022 al SF Masonic Auditorium di San Francisco, negli Stati Uniti, ed è concluso il 13 giugno 2022 al Miami Gay Pride, sempre negli Stati Uniti
In totale, le date del tour sono state 33, di cui:
- 20 nel Nordamerica, tra Stati Uniti d'America e Canada;
- 4 in Sudamerica, tra Argentina, Cile, Brasile e Colombia;
- 9 in Europa, tra Danimarca, Paesi Bassi, Belgio, Francia, Scozia, Inghilterra e Irlanda.

## Date
| Data             | Paese        | Città             | Sede                      | Artisti d'apertura |
| Nord America     | Nord America | Nord America      | Nord America              | Nord America       |
| ---------------- | ------------ | ----------------- | ------------------------- | ------------------ |
| 2 febbraio 2022  | Stati Uniti  | San Francisco     | SF Masonic Auditorium     | Tove Styrke        |
| 5 febbraio 2022  | Stati Uniti  | Portland          | Keller Auditorium         | Tove Styrke        |
| 7 febbraio 2022  | Stati Uniti  | Seattle           | Paramount Theatre         | Tove Styrke        |
| 11 febbraio 2022 | Stati Uniti  | Denver            | Paramount Theatre         | Tove Styrke        |
| 14 febbraio 2022 | Stati Uniti  | Minneapolis       | Orpheum Theatre           | Tove Styrke        |
| 15 febbraio 2022 | Stati Uniti  | Chicago           | Chicago Theatre           | Tove Styrke        |
| 17 febbraio 2022 | Stati Uniti  | Detroit           | The Fillmore Detroit      | Tove Styrke        |
| 18 febbraio 2022 | Canada       | Toronto           | Rebel                     | Tove Styrke        |
| 19 febbraio 2022 | Stati Uniti  | Pittsburgh        | Stage AE                  | Tove Styrke        |
| 21 febbraio 2022 | Stati Uniti  | Boston            | Orpheum Theatre           | Tove Styrke        |
| 22 febbraio 2022 | Stati Uniti  | Filadelfia        | Metropolitan Opera House  | Tove Styrke        |
| 24 febbraio 2022 | Stati Uniti  | Washington        | The Anthem                | Tove Styrke        |
| 25 febbraio 2022 | Stati Uniti  | New York          | Terminal 5                | Tove Styrke        |
| 26 febbraio 2022 | Stati Uniti  | New York          | Terminal 5                | Pussy Riot         |
| 28 febbraio 2022 | Stati Uniti  | Atlanta           | Coca-Cola Roxy            | Pussy Riot         |
| 1º marzo 2022    | Stati Uniti  | Nashville         | Ryman Auditorium          | Pussy Riot         |
| 3 marzo 2022     | Stati Uniti  | Houston           | Bayou Music Center        | Pussy Riot         |
| 4 marzo 2022     | Stati Uniti  | Austin            | Moody Theater             | Pussy Riot         |
| 5 marzo 2022     | Stati Uniti  | Dallas            | The Factory in Deep Ellum | Pussy Riot         |
| 9 marzo 2022     | Stati Uniti  | Inglewood         | YouTube Theater           | Pussy Riot         |
| 13 giugno 2022   | Stati Uniti  | Miami             | Miami Pride               | nessuno            |
| Sud America      |              |                   |                           |                    |
| 18 marzo 2022    | Argentina    | Buenos Aires      | Ippodromo di San Isidro   | nessuno            |
| 19 marzo 2022    | Cile         | Santiago del Cile | Parque Bicentenario       | nessuno            |
| 25 marzo 2022    | Brasile      | San Paolo         | Interlagos Circuit        | nessuno            |
| 26 marzo 2022    | Colombia     | Bogotà            | Campo de Golf Briceño 18  | nessuno            |
| Europa           |              |                   |                           |                    |
| 9 maggio 2022    | Danimarca    | Copenaghen        | Vega                      | Maeve              |
| 12 maggio 2022   | Paesi Bassi  | L'Aia             | Amare                     | Maeve              |
| 14 maggio 2022   | Belgio       | Bruxelles         | La Madeleine              | Maeve              |
| 15 maggio 2022   | Francia      | Parigi            | Bataclan                  | Maeve              |
| 17 maggio 2022   | Regno Unito  | Edimburgo         | O2 Academy Edinburgh      | Tove Styrke, Maeve |
| 20 maggio 2022   | Regno Unito  | Manchester        | O2 Apollo Manchester      | Tove Styrke, Maeve |
| 21 maggio 2022   | Regno Unito  | Leeds             | The Refectory             | Tove Styrke, Maeve |
| 22 maggio 2022   | Regno Unito  | Londra            | O2 Academy Brixton        | Tove Styrke, Maeve |
| 25 maggio 2022   | Irlanda      | Dublino           | 3Olympia Theatre          | Tove Styrke, Maeve |